# Hans Brenner
Johann „Hans“ Brenner (ur. 25 listopada 1938 w Innsbrucku, zm. 4 września 1998 w Monachium) – austriacki aktor filmowy, teatralny i telewizyjny.

## Życiorys
Urodził się w Innsbrucku. Studiował w szkole dramatycznej w Salzburgu. Był związany z teatrem Vorarlberger Landestheater w Bregencji, później w Heidelbergu, Getyndze, Berlinie i Zurychu. Wspólnie z aktorką Ruth Drexel założył własną grupę teatralną. Był także współinicjatorem Tiroler Volksschauspiele w Telfs.
Na ekranie zadebiutował jako Hansi Moosleitner 'Haflingersepp' w filmie familijnym Junges Herz voll Liebe (1953). Przełom w jego karierze nastąpił w 1975 roku z trudną rolą Erich E. - Hansa Edera w dramacie Nóż z tyłu (Das Messer im Rücken). W dramacie Nóż w głowie (Messer im Kopf, 1978) wystąpił w roli Scholza. Wkrótce potem pojawił się w wielu znanych serialach telewizyjnych, m.in.: Münchner Geschichten (1974) jako Max Litzner, Meister Eder und sein Pumuckl, Die Hausmeisterin i Monaco Franze, a także w kryminalnym Der Alte. Pracował też w bawarskim radiu w Bayerischer Rundfunk. W 1983 grał w Münchner Volkstheater w Monachium. Za rolą prezydenta Niemieckiego Związku Pracodawców Hannsa Martina Schleyera w dramacie dokumentalnym Todesspiel (1997) odebrał nagrodę Goldener Gong.
Ze związku z Monica Bleibtreu miał syna Moritza Johanna (ur. 13 sierpnia 1971). Od ponad 25 lat do swojej śmierci w 1998 roku Brenner mieszkał razem z Ruth Drexel, z którą miał córkę Cilli Drexel (ur. 1975). Ze związku z Susanne Kappeler miał trzy córki.

## Wybrana filmografia
- 1973: Tatort: Ein ganz gewöhnlicher Mord jako Michael Puczek
- 1977: Tatort: Flieder für Jaczek jako Ferdi Kofler
- 1981: Derrick: Die Stunde der Mörder jako Pan Schulau
- 1984: Derrick: Ein Mörder zu wenig jako Pan Diehl
- 1987: Tatort: Pension Tosca oder Die Sterne lügen nicht jako komisarz Karl Scherrer
- 1987: Derrick: Nachtstreife jako Hans Marx
- 1993: Tatort: Alles Palermo jako Anton Berger
- 1994: Tatort: … und die Musi spielt dazu jako Hermann Beck
- 1995: Telefon 110 jako Horst Benning